# Kienzopf

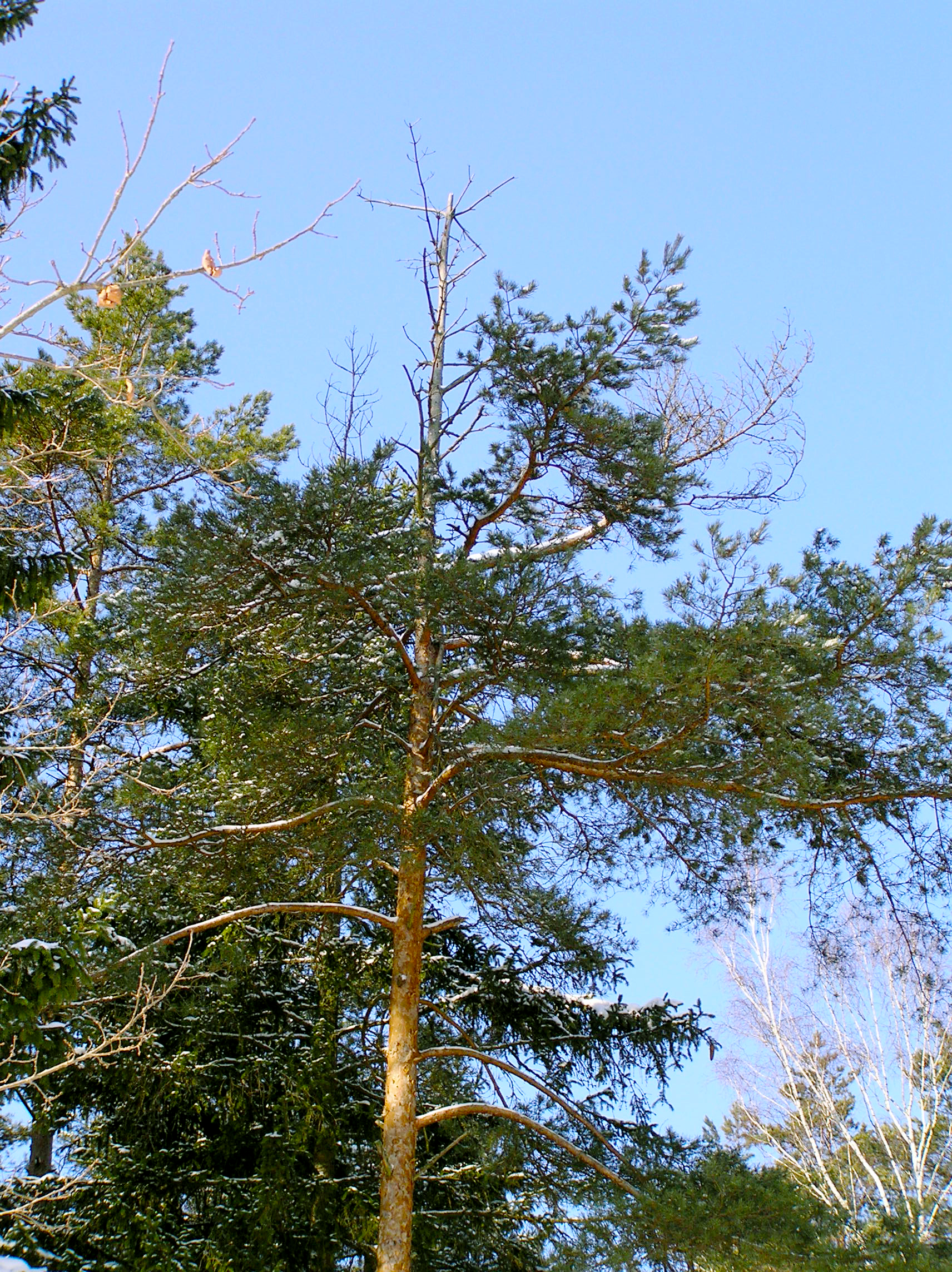
Kienzopf an Gemeiner Kiefer

Der Kienzopf (Kiefernrindenblasenrost) ist eine durch Rostpilze verursachte Krankheit der Gemeinen Kiefer, der Schwarzkiefer und anderer Kiefernarten, bei der der Baumwipfel, der sogenannte Zopf, abstirbt. Es können aber auch größere Kronen- oder Stammbereiche befallen sein, und somit der gesamte Baum zum Absterben gebracht werden.
Die Infektion erfolgt an jungen Trieben, die daraufhin meistens im Verlauf von 2 bis 3 Jahren absterben. In einigen Fällen gelangt der Rostpilz bis zum Stamm der Kiefer vor. Der Baum reagiert zur Infektionsabwehr mit erhöhtem Harzfluss in den befallenen Stammbereichen. Dadurch werden die Leitungsbahnen des Kambiums mit Harz verstopft (verkient) und somit der Wasser- und Nährstofftransport gehemmt. Bei fortschreitender Verkienung kann der über der Befallsstelle liegende Baumbereich zum Absterben gebracht werden (Zopftrocknis). 
Verursacher dieser Krankheit ist vor allem im Süden, aber auch im Norden Europas der Rostpilz Cronartium flaccidum (Alb. et Schw.) Winter, der für seine Entwicklung einen Zwischenwirt, meistens den im Wald wachsenden Wiesenwachtelweizen, benötigt. Auch die Schwalbenwurz sowie bestimmte Paeonia- und  Pedicularisarten können als Zwischenwirte dienen. Die Infektion über die Nadeln erfolgt durch Basidiosporen, die am Zwischenwirt gebildet werden, und deren Keimschläuche durch die Stomata der Keimblätter oder der Primär- und Sekundärnadeln der Kiefern einwachsen. Von hier aus dringt der Pilz in die Rinde vor. 
Im Norden Europas wird der Kienzopf vor allem durch den Rostpilz Endocronartium pini (Pers.) Hiratsuka (Peridermium pini (Pers.) Lév.) hervorgerufen. Dieser Pilz benötigt für seine Entwicklung keinen Zwischenwirt. Die in der Rinde junger Triebe, in orangefarbenen Sporenlagern, gebildeten Aecidiosporen werden direkt von Kiefer zu Kiefer übertragen. 
Die Empfindlichkeit bestimmter Baumindividuen gegenüber dem Kiefernrindenblasenrost soll erblich bedingt verschieden sein. Es werden Kiefern aller Altersbereiche, vor allem aber 40- bis 60-jährige Kiefern befallen. 
Der einzige praktikable Schutz vor der Ausbreitung des Kiefernrindenblasenrostes ist die zeitige Entnahme befallener Bäume. 
Weitere, vom Kiefernrindenblasenrost befallbare Kiefernarten sind die Bergkiefer, die Pinie, die Seekiefer und die Aleppokiefer.